# 艾列頓 (加利福尼亞州)
艾列頓（英語：Isleton），是位於美国加利福尼亚州萨克拉门托县內的一個市。市政府建制于1923年5月14日，面积约为0.44平方英里（1.1平方公里）。根据2010年美国人口普查，该市有人口804人。
艾列頓位於沙加緬度-聖華金河三角洲沼澤濕地內的安祖斯島（Andrus Island）上，維斯塔河天然氣田的極東邊。主街上保留了許多19世紀的店家建築物，部分有顯著的中式建築影響，這是因為艾列頓自1875年起就有中國移民移居到此，最多時達到1500多人。艾列頓的一棟中式堂會建築曾是PBS歷史偵探（History Detectives）節目，在2008年一集節目上的焦點所在。